# Манон
«Манон» (фр. Manon) — лірична опера на 5 дій французького композитора Жюля Массне. Французьке лібрето Анрі Мельяка та Філіпа Жиля за мотивами роману «Історія кавалера де Ґрійо і Манон Леско» (1731) французького письменника Антуана Франсуа (абата) Прево. Прем'єра відбулася в Опера-комік в Парижі 19 січня 1884 року.
«Манон» — найпопулярніша опера Массне, вона займає провідне місце в репертуарах світових оперних театрів з моменту її створення. Музика опери стала квінтесенцією музичних смаків «прекрасної епохи» 1870—1914 років у Франції.

## Дійові особи

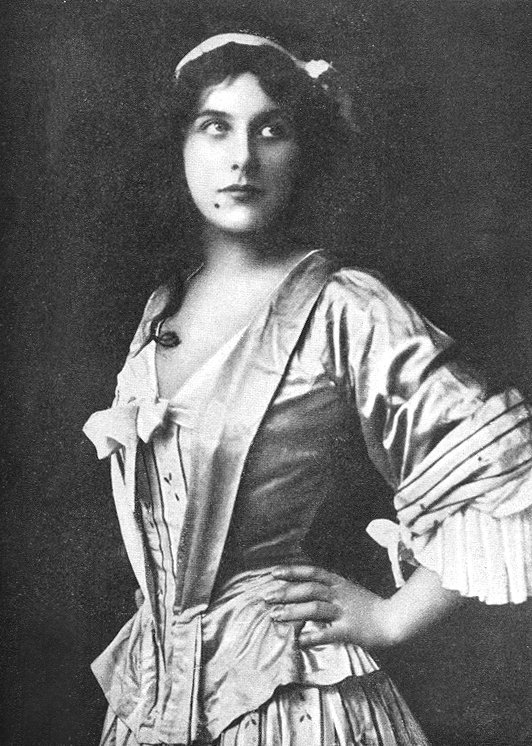
Джеральдіна Фаррар в ролі Манон

| Партія                                                                           | Тип голосу   | Виконавець на прем'єрі 19 січня 1884 (Диригент Жюль Данбе) |
| -------------------------------------------------------------------------------- | ------------ | ---------------------------------------------------------- |
| Манон Леско                                                                      | сопрано      | Марі Ейльброн                                              |
| Леско, її двоюрідний брат                                                        | баритон      | Еміль-Олександр Таскин                                     |
| Граф де Ґрійо                                                                    | бас          | Кобаль                                                     |
| Шевальє де Ґрійо, його син                                                       | тенор        | Жан-Олександр Талазак                                      |
| Ґійо Морфонтейн                                                                  | бас          | Франсуа-Антуан гривень                                     |
| Мосьє де Бретіньї                                                                | баритон      | Колен                                                      |
| Пуссетта, актриса                                                                | сопрано      | Моль-Трюф'є                                                |
| Жавотта, актриса                                                                 | мецо-сопрано | Естер Шевальє                                              |
| Розетта, актриса                                                                 | мецо-сопрано | Ремі                                                       |
| Господар готелю                                                                  | баритон      | Лабі                                                       |
| Мандрівники, слуги та служниці в готелі, публіка в саду, ченці, гравці, солдати. |              |                                                            |

## Лібрето
Дія відбувається під Франції у XVIII столітті.

### Дія перша. Перед готелем в Ам'єні
У готель прибувають багач де Бретіньї в супроводі свого старшого друга Ґійо Морфонтейна. Вони хочуть пригостити обідом трьох актрис — Пуссету, Жавотту та Розетту. Приїжджі домовляються з господарем готелю про те, щоб обід був поданий по вищому розряду. Господар готелю запрошує їх зайти всередину. Приходить Леско, він зустрічає диліжанс з Арраса, на якому повинна приїхати його родичка. Коли приїжджає диліжанс, Леско швидко знаходить у натовпі приїжджих свою кузину Манон. Вона трохи налякана — це перше її самостійну подорож, вона поїхала з дому, щоб за наполяганням батьків вступити в монастир (арія Манон «Je suis toujours tout etourdie»). Лесько йде, щоб забрати багаж кузини. З готелю виходить Ґійо. Він вражений красою та невинністю дівчини. Гільйо пропонує Манон замість монастиря їхати з ним в Париж. Його вмовляння перериваються появою де Бретіньї та трьох актрис, які відводять Ґійо. Повертається Леско. Він наставляє Манон в тому, як повинна поводитися дівчина з дворянського роду, щоб не впустити свою гідність (арія Леско «Regardez-moi bien dans les yeux»). Сам же кузен не прагне слідувати цим правилам та знову залишає Манон одну, щоб піти випити з друзями. Спокій та невинність Манон збентежені заграваннями Ґійо, і залишившись одна вона мріє про те, яке могло б бути її майбутнє, якби вона не йшла в монастир (арія «Voyons, Manon»).
Біля готелю з'являється молода людина. Це шевальє де Ґрійо, який повертається після навчання додому до батька. Раптова зустріч молодих людей викликає у них любов з першого погляду. Манон відмовляється від думки їхати в монастир, а де Ґрійо від повернення до батька. Вони з'єднають свої долі і разом поїдуть в Париж (дует «Nous vivrons a Paris»). Захопивши карету, яку найняв Ґійо, закохані тікають. З дверей готелю виходять Леско, Ґійо, де Бретіньї та актриси. Марно шукає Ґійо Манон і свою карету. Зрозумівши в чому справа, він клянеться помститися дівчині, яка знехтувала ним.

### Дія друга. Квартира де Ґрійо в Парижі
Ранок. Де Ґрійо, сидячи за столом, пише листа батькові. Прокидається Манон. Де Ґрійо говорить їй, що в листі благає батька простити його і дати згоду на весілля з Манон. Служниця оголошує про прихід двох військових. входить Леско у супроводі другого військового. Він влаштовує де Ґрійо сцену, звинувачуючи його в спокушанні невинної дівчини — його кузини. Де Ґрійо заявляє про свої чесних намірах і на доказ показує Леско лист до батька, в якому просить згоди на шлюб з Манон. Другий військовий наближається до Манон, і вона дізнається переодягненого де Бретіньї. Поки Леско розмовляє з де Ґрійо, де Бретіньї відкриває Манон, що обурення Леско — це просто гра. Насправді вони домовилися про те, що Манон краще переїхати до де Бретіньї. Тим більше, що батько де Ґрійо дізнався про місцеперебування сина, і той незабаром буде заарештований та насильно відправлений додому. У цьому випадку Манон залишиться на вулиці і без засобів до існування. Де Бретіньї пропонує їй серйозно задуматися. Відвідувачі йдуть. Де Ґрійо також виходить, щоб відправити лист. На самоті Манон мучиться сумнівами, але врешті-решт приймає рішення покинути де Ґрійо і піти до де Бретіньї (арія Манон «Adieu, notre petite table»). Повертається де Ґрійо. Він мріє про те, як щасливо вони будуть жити з Манон, коли батько дасть згоду на шлюб (арія де Ґрійо «En fermant les yeux»). Але мріям не судилося збутися. У передпокої галас. Де Ґрійо виходить з'ясувати, в чому справа. Це люди графа, які забирають його і відвезли в батьківський дім.

### Дія третя. Картина перша. Променад Кур-ля-Рейн в Парижі
Святковий день. Серед публіки три актриси — Пуссетта, Жавотта та Розетта. З'являється Леско. Він прославляє радості безтурботного життя (арія Леско «Pourquoi bon l'economie?»). З'являється Ґійо. Спочатку він заграє з актрисами, а потім підходить до де Бретіньї. Він збирається переманити Манон до себе, але Бретіньї спокійний — Манон влаштовує її положення. Публіка з захопленням зустрічає Манон. В руках де Бретіньї вона стала символом багатства, краси та могутності (пісня Манон «Je marche sur tous les chemins»). Манон прославляє радості любові та молодості (гавот «Obeissons quand leur voix appelle»). Несподівано до де Бретіньї підходить його знайомий. З розмови Манон дізнається, що це граф де Ґрійо. Він розповідає, що його син виправився, прийняв сан абата в Сан-Сюльпіс. У Манон з новою силою спалахує почуття до де Ґрійо. Ґійо оголошує Манон, що спеціально заради неї він запросив танцюристів виконати балет. Але Манон не цікавиться тим, що відбувається. Вона просить Леско проводити її в Сан-Сюльпіс.

### Дія третя. Картина друга. Семінарія Сан-Сюльпіс
Парафіяни церкви хвалять нового абата. Виходять граф де Ґрійо і шевальє де Ґрійо в рясі абата. Граф наставляє сина (арія графа «Epouse quelque brave fille») і прощається з ним. Де Ґрійо хоче почати нове життя, забути Манон, але образ коханої весь час стоїть перед ним (арія де Ґрійо «Ah! Fuyez, douce image»). Де Ґрійо опускається на коліна й починає молитися. З'являється Манон, вона запитує у служителя, де абат де Ґрійо, той вказує на що молиться. З ніжністю Манон дивиться на коханого. Де Ґрійо обертається. Він приголомшений. У жаху відштовхує Манон, як пекельне мана. Але Манон сповнена каяття — вона зрозуміла, що ніякі багатства не можуть замінити справжнього кохання (арія Манон «N 'est-ce plus ma main?»). Де Ґрійо не може більше пручатися. Він стискає Манон в обіймах.

### Дія четверта. Казино в готелі «Трансільванія».
Гра в розпалі. Серед гравців Леско та Ґійо. За грою спостерігають три актриси, готові супроводжувати переможця. З'являються де Ґрійо і Манон. Склавши сан абата та повернувшись з Манон в Париж, де Ґрійо знову викликав до себе гнів батька. Тепер у нього немає коштів. Де Ґрійо чудово розуміє, що хоча Манон та любить його, але жити в бідності вона не буде, і якщо йому не усміхнеться доля, покине його (арія де Ґрійо «Manon! Manon! Sphinx etonnant»). У розмові з актрисами Манон підтверджує це. Де Ґрійо сідає грати в карти. Його супротивником виявляється Ґійо. Де Ґрійо тричі виграє у Ґійо, отримавши величезну суму. Ґійо звинувачує де Ґрійо в шахрайстві. Всі обурені. Леско стає на бік де Ґрійо. Ґійо йде. Де Ґрійо пригощає всіх присутніх шампанським. Раптово уривається поліція, яку привів Ґійо. Він вказує на де Ґрійо як на шулера, а на Манон як на його спільницю. Нарешті здійсниться помста, задумана ще в Ам'єні. Разом з Ґійо прийшов та граф, який заявляє, що звільнить сина, якщо той пообіцяє більше не бачитися з Манон. Де Ґрійо відмовляється. Його і Манон відводить поліція.

### Дія п'ята. Застава на Гаврський дорозі
Викуплена з в'язниці графом Шевальє де Ґрійо в супроводі Леско очікують конвой з арештантами, що прямують до Гавру. Серед них повинна бути Манон, її засудили до заслання в колонію як повію. Де Ґрійо повинен за всяку ціну звільнити її. Підходять солдати, конвоїри арештантів. Леско і де Ґрійо вступають в переговори з сержантом. За велику суму їм вдається домогтися побачення з Манон. Сержант дозволяє Манон залишитися до ранку на заставі. Приводять Манон. Вона змінилася до невпізнання: хвора, обстрижені, в арештантському одязі. Але для де Ґрійо це нічого не значить. Він як і раніше любить свою Манон. Де Ґрійо пропонує Манон бігти, але у неї немає сил. Вони вдаються до спогадів про своє життя, про любов, про щастя, якого не оцінили. У Манон з'являється надія на порятунок, відродження колишньої щастя. Світає, пора бігти. Але все занадто пізно. Хвороба підірвала сили Манон. Зі словами «Така історія Манон Леско» вона помирає на руках у де Ґрійо.

## Український переклад
Український переклад лібрето здійснив Діодор Бобир. В його перекладі опера ставилась в Київському оперному театрі в 1960-ті роки.